# Jens Steiner

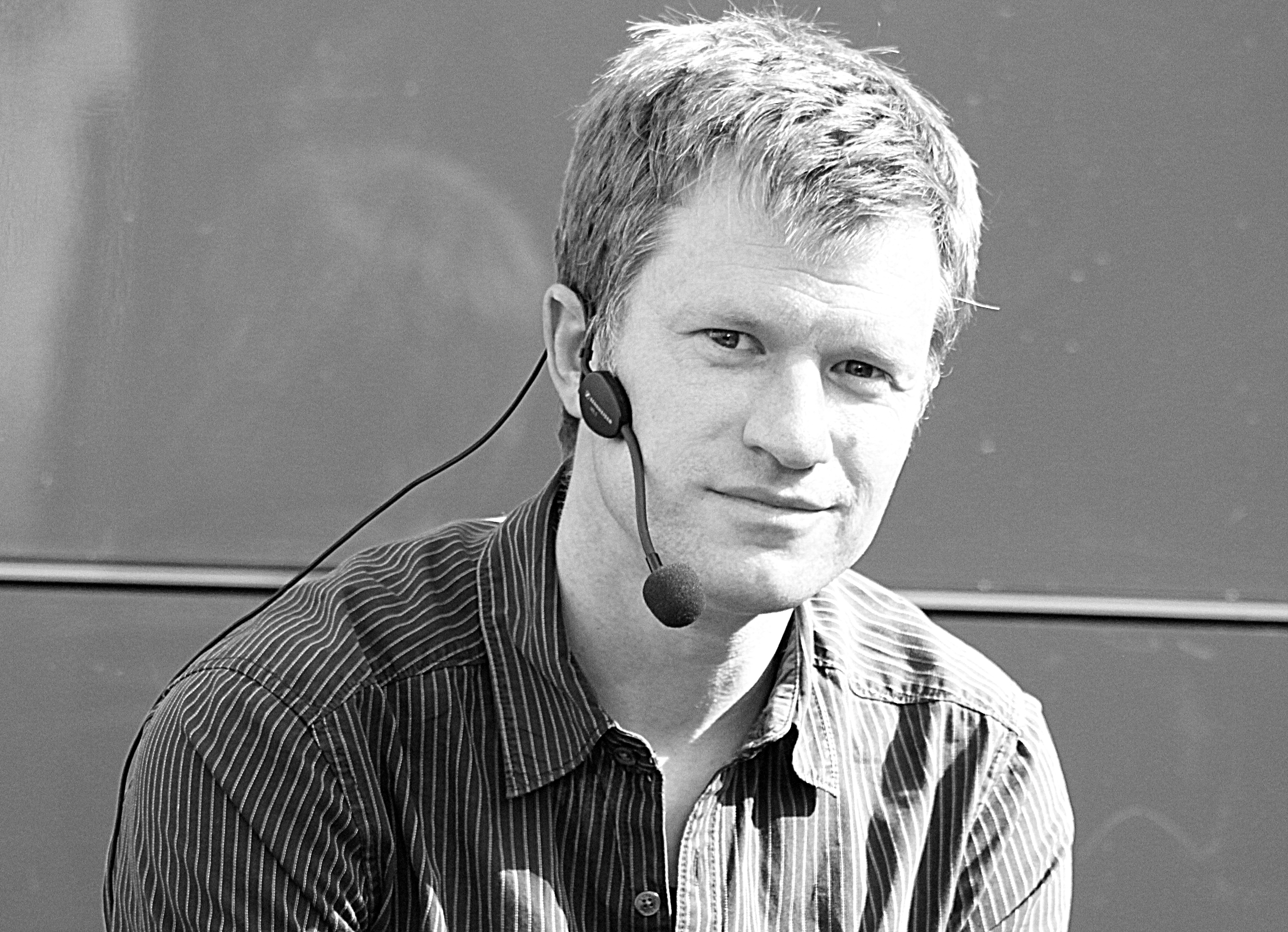
Jens Steiner auf der Leipziger Buchmesse 2014

Jens Steiner (* 1975 in Zürich) ist ein Schweizer Schriftsteller.

## Leben
Jens Steiner wurde 1975 in Zürich geboren. Sein Vater ist Schweizer, seine Mutter Dänin. Er studierte Germanistik, Philosophie und Vergleichende Literaturwissenschaft in Zürich und Genf, bevor er als Lehrer und Lektor arbeitete. Heute ist er hauptberuflicher Schriftsteller.

## Auszeichnungen / Nominierungen
- 2011: Nominierung für die Longlist des Deutschen Buchpreises für Hasenleben[1]
- 2012: Förderpreis der Schweizerischen Schillerstiftung für Hasenleben[2]
- 2012: Auszeichnung «Das zweite Buch» der Marianne und Curt Dienemann-Stiftung für das Manuskript zu Carambole[3]
- 2013: Nominierung für die Longlist des Deutschen Buchpreises für Carambole[4]
- 2013: Schweizer Buchpreis für Carambole.[5] Die Preisverleihung fand am 13. November im neuen Domizil der Lettrétage am Mehringdamm in Berlin statt.

## Werke
- Hasenleben. Roman. Dörlemann Verlag, Zürich 2011, ISBN 978-3-908777-64-9.[6]
- Carambole. Roman. Dörlemann Verlag, Zürich 2013, ISBN 978-3-908777-92-2.
- Junger Mann mit unauffälliger Vergangenheit. Roman. Dörlemann, Zürich 2015, ISBN 978-3-03820-015-4.
- Mein Leben als Hoffnungsträger. Roman. Arche, Zürich 2017, ISBN 978-3-7160-2764-6.[7]
- Die Bratwurstzipfel-Detektive und das Geheimnis des Rollkoffers. Ravensburger, Ravensburg 2018, ISBN 978-3-473-40817-7.
- Lotta Barfuß und das meschuggene Haus, mit Illustrationen von Melanie Garanin.   Ravensburger, Ravensburg 2020, ISBN 978-3-473-40843-6.
- Ameisen unterm Brennglas. Roman. Arche, Zürich 2020, ISBN 978-3-7160-2790-5.
- Die Ränder der Welt. Roman. Hoffmann und Campe, Hamburg 2024, ISBN 978-3-455-01710-6.